# 長須賀 (館山市)
長須賀（ながすか）は、千葉県館山市の地名。丁番を持たない単独町名で、郵便番号は294-0037。

## 地理
市内中央やや北東寄り、汐入川の流域に位置する。主に汐入川下流の右岸側に広がり、一部が左岸側にもかかっているほか、北東に離れた国道128号沿い（地図1・2）や千葉県立館山総合高等学校付近（北緯35度0分3秒 東経139度52分38秒）などに数箇所の飛地が存在し、長須賀地内には北条の飛地が存在する。地内の大半は住宅地で、館山湾に面した北西端には砂浜が広がる。また飛地部分の一部には水田も見られる。
北で新宿・北条、東で下真倉、南で上真倉、西で館山とそれぞれ接する。また国道128号沿いの飛地は北側の上野原と南側の安布里に囲まれているほか、西端で北条とわずかに接し、館山総合高等学校付近の飛地は三方を上野原に囲まれ、北側は高井と接している（いずれも館山市）。

### 河川
- 汐入川 - 一部で上真倉・館山・北条との境界をなす。
- 境川 - 汐入川の支流。北条・新宿との境界をなす。

### 海洋
- 館山湾

## 歴史
長渚とも書かれる。

### 地名の由来
古代、当地が館山湾に面した入江をなしており、数町にわたって洲渚をなしていたことに由来、または建久年間に当地を訪れた西行の詠んだ歌「富士うつる 鏡が浦を 打ち見れば 潮干に遠き 長須賀の里」に由来するともされる。

### 沿革
- 江戸時代 - 安房郡長須賀村成立。当初は北条藩領。
  - 以降 - 館山藩領。
  - 1703年（元禄16年） - 元禄地震により地形が大きく変化、汐入川が館山湾に注ぐようになる[4]。
- 1873年（明治6年） - 長須賀村、千葉県に所属[4]。
- 1889年（明治22年）4月1日 - 町村制施行により安房郡北条町大字長須賀となる[4]。
- 1933年（昭和8年）4月18日 - 北条町が安房郡館山町と合併して安房郡館山北条町が成立、同町の大字となる。
- 1939年（昭和14年）11月3日 - 館山北条町が安房郡那古町、安房郡船形町と合併して館山市が成立、同市の大字となる。
- 1949年（昭和24年） - 館山市立第二中学校（wikidata）設立[4]。
- 1956年（昭和31年） - 千葉県立安房水産高等学校が地内に移転[4]。
- 2008年（平成20年）4月1日 - 千葉県立安房水産高等学校が千葉県立館山高等学校と統合されて千葉県立館山総合高等学校設立、旧安房水産高等学校校舎は館山総合高等学校水産校舎となる。
- 2021年（令和3年）4月1日 - 館山市立第二中学校が館山市立第三中学校と統合されて館山市立館山中学校設立、第二中学校校舎を館山中学校校舎として使用。
- 2025年（令和7年）春 - 館山市立館山中学校が館山市立第三中学校跡地（北条）に建設される新校舎に移転予定[5]。

## 世帯数と人口
2023年（令和5年）8月1日現在の世帯数と人口は以下の通りである。
| 大字   | 世帯数  | 人口    |
| ------ | ------- | ------- |
| 長須賀 | 786世帯 | 1,441人 |

## 小・中学校の学区
市立小・中学校に通う場合、学区は以下の通りとなる。
| 番地 | 小学校             | 中学校             |
| ---- | ------------------ | ------------------ |
| 全域 | 館山市立北条小学校 | 館山市立館山中学校 |

## 交通

### 鉄道
- JR内房線 - 北条との境界線上の一部を通過。駅なし（最寄駅は館山駅）

### バス
- JRバス関東
  - 南房州本線 館山駅行・安房白浜駅行
  - 洲の崎線 館山駅行・休暇村館山前行・伊戸漁港行・平砂浦海岸行・相の浜行
- 日東交通
  - 館山市内線 館山航空隊行・なむや行・小浜行
  - 館山鴨川線[注 1] 館山駅行・亀田病院行
  - 館山・千倉・白浜線[注 1] 館山駅行・安房白浜駅行

### 道路
- 国道
  - 国道128号 - 飛地部分の南端を通過。
  - 国道410号
- 県道はない。かつては千葉県道86号館山白浜線が地内の潮留橋交差点を起点としていたが、地内を通過していた区間[注 2]は現在は県道の指定から外されている。

## 施設
- 千葉県立館山総合高等学校水産校舎（旧：千葉県立安房水産高等学校） - 一部は新宿にまたがる。
- 館山市立館山中学校（旧：館山市立第二中学校（wikidata））
- 館山市営市民体育館
- 日本同盟基督教団 館山教会
  - 館山教会附属保育園
- NTT東日本 館山電話交換所
- 東京電力パワーグリッド 館山事務所
- わくわく広場 館山店
- ピザーラ 館山店
- 新井海水浴場

飛地
- 東京電力パワーグリッド 館山変電所
- トヨタカローラ千葉 館山店
- ヤックスドラッグ 館山店
- セブン-イレブン 館山上野原店
- 幸楽苑 館山店

## 史跡
- 来福寺
- 熊野神社
- 宝積院

## ギャラリー

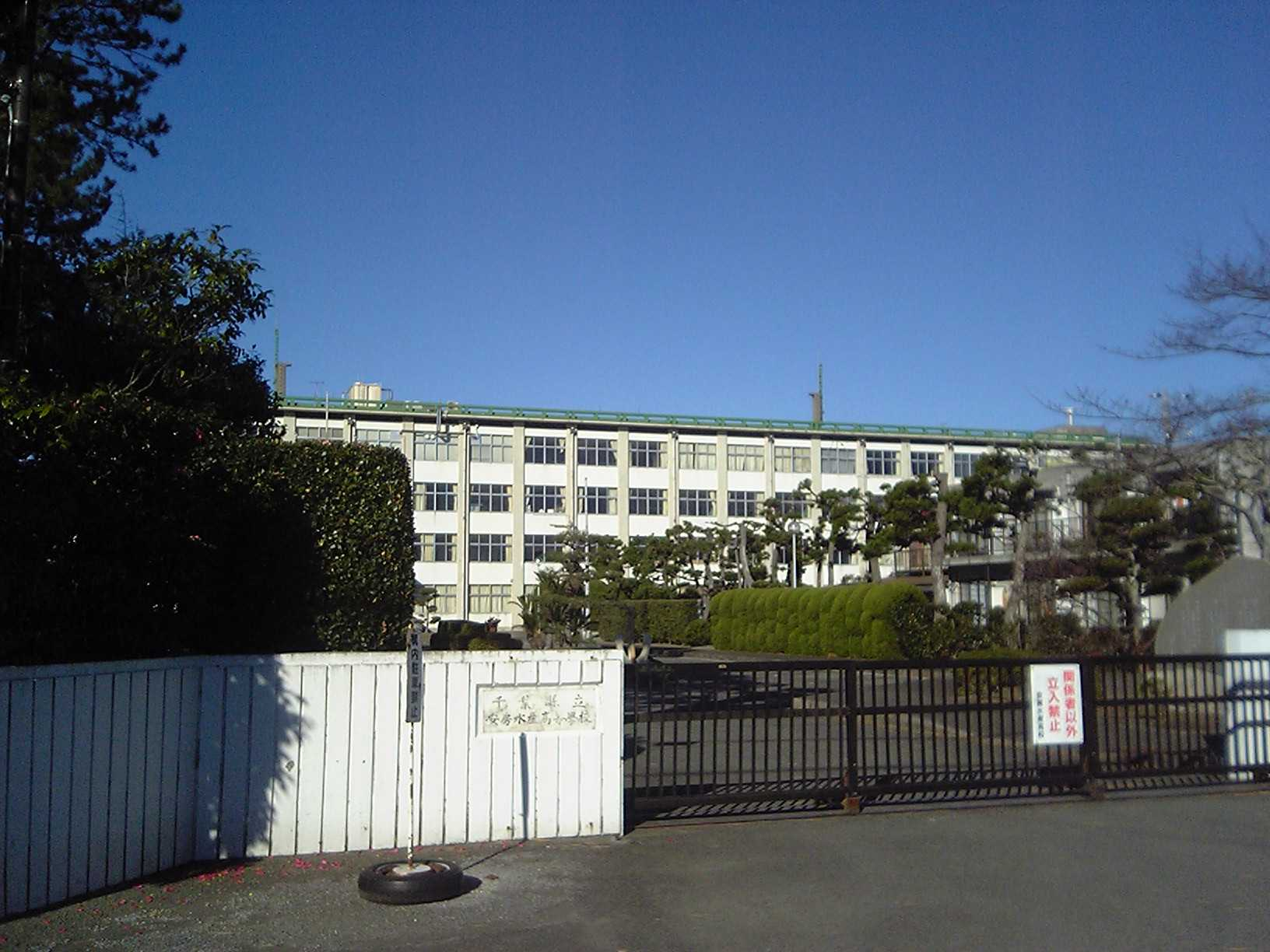
旧・千葉県立安房水産高等学校（現：千葉県立館山総合高等学校水産校舎）